# Michael DiMercurio
Pour les articles homonymes, voir Di Mercurio.
Michael DiMercurio (XXe siècle-XXIe siècle) est un auteur américain de techno-thrillers.
Il est diplômé de l’Académie navale d'Annapolis.
Il a terminé sa carrière dans l'United States Navy en tant que sous-marinier chef du groupement énergie à bord du sous-marin nucléaire d'attaque USS Hammerhead (SSN-663).
Il vit aujourd'hui à Emmaus (Pennsylvanie), où il exerce la profession d'ingénieur en mécanique. Il est considéré, avec Tom Clancy, comme le maître du techno-thriller sous-marin.
Ses ouvrages écrits entre 1992 et 2005 puis à partir de 2021 concernent essentiellement le domaine des sous-marins militaires.